# Jan z Buska
Jan z Buska (?  – zm. 5 listopada 1381), podkanclerzy koronny (1360–1365) i sekretarz królewski od 1360. W latach 1360–1368, przedstawiciel króla Polski na dworze papieskim w Awinionie.
Ukończył studia prawnicze w Padwie.
W 1346 został pisarzem kancelarii króla Kazimierza Wielkiego, notariuszem i protonotariuszem królewskim od 1356. Był kanonikiem krakowskim, gnieźnieńskim, poznańskim i włocławskim. Po raz ostatni wystąpił jako podkanclerzy 3 stycznia 1366 przebywając zresztą już od kilku lat w Awinionie jako poseł królewski.